# Primera División de Macedonia 2018-19
La Primera División de Macedonia 2018-19 fue la edición número 27 de la Primera División de Macedonia. La temporada comenzó el 11 de agosto de 2018 y terminó el 26 de mayo de 2019. Shkëndija conquistó su tercer título de liga.

## Sistema de competición
Los 10 equipos participantes jugaron entre sí todos contra todos cuatro veces totalizando 36 partidos cada uno, al término de la jornada 36 el primer clasificado obtuvo un cupo para la primera ronda de la Liga de Campeones 2019-20, mientras que el segundo y tercer clasificado obtuvieron un cupo para la primera ronda de la Liga Europea 2019-20; por otro lado los dos últimos clasificados descendieron a la Segunda División 2019-20, mientras que el penúltimo jugó los Play-offs de relegación contra el tercero de la Segunda División 2018-19 para determinar su participación en la Primera División de Macedonia 2019-20.
Un tercer cupo para la primera ronda de la Liga Europea 2019-20 fue asignado al campeón de la Copa de Macedonia.

## Ascensos y descensos
| Pos. | de la Primera División de Macedonia 2017-18 |
| ---- | ------------------------------------------- |
| 11.º | Skopje                                      |
| 12.º | Pelister                                    |

| Pos. | de la Segunda Liga de Macedonia 2017-18 |
| ---- | --------------------------------------- |
| 1.º  | Belasica                                |
| 2.º  | Makedonija GP                           |

## Equipos participantes
| Equipo           | Ciudad    | Estadio                | Capacidad |
| ---------------- | --------- | ---------------------- | --------- |
| Akademija Pandev | Strumica  | Stadion Kukuš          | 1.500     |
| Belasica         | Strumica  | Stadion Blagoj Istatov | 9.200     |
| Makedonija GP    | Skopie    | Estadio Gorče Petrov   | 3.000     |
| Pobeda           | Prilep    | Goce Delčev Stadium    | 15.000    |
| Rabotnički       | Skopie    | Filip II de Macedonia  | 36.460    |
| Renova           | Džepčište | Ecolog Arena Tetovo    | 15.000    |
| Shkëndija        | Tetovo    | Ecolog Arena Tetovo    | 15.000    |
| Shkupi           | Skopie    | Stadion Čair           | 6.000     |
| Sileks           | Kratovo   | Sileks Stadion         | 1.800     |
| Vardar           | Skopie    | Filip II de Macedonia  | 36.460    |

## Desarrollo

### Tabla de posiciones
| Pos. | Equipo           | Pts. | PJ | G  | E  | P  | GF | GC | Dif. | Clasificación 2019–20                          |
| ---- | ---------------- | ---- | -- | -- | -- | -- | -- | -- | ---- | ---------------------------------------------- |
| 1    | Shkëndija (C)    | 79   | 36 | 24 | 7  | 5  | 80 | 29 | +51  | Primera ronda de la Liga de Campeones          |
| 2    | Vardar           | 64   | 36 | 17 | 13 | 6  | 45 | 23 | +22  |                                                |
| 3    | Akademija Pandev | 58   | 36 | 17 | 7  | 12 | 45 | 35 | +10  | Primera ronda de la Liga Europea               |
| 4    | Shkupi           | 48   | 36 | 13 | 9  | 14 | 40 | 42 | −2   | Primera ronda de la Liga Europea               |
| 5    | Makedonija GP    | 47   | 36 | 12 | 11 | 13 | 45 | 50 | −5   | Primera ronda de la Liga Europea               |
| 6    | Renova           | 47   | 36 | 12 | 11 | 13 | 53 | 49 | +4   |                                                |
| 7    | Rabotnichki      | 46   | 36 | 13 | 7  | 16 | 43 | 49 | −6   |                                                |
| 8    | Sileks (O)       | 44   | 36 | 11 | 11 | 14 | 27 | 39 | −12  | Promoción por la permanencia                   |
| 9    | Belasica         | 38   | 36 | 9  | 11 | 16 | 37 | 49 | −12  | Descenso a Segunda Liga de Macedonia del Norte |
| 10   | Pobeda           | 23   | 36 | 6  | 5  | 25 | 26 | 76 | −50  | Descenso a Segunda Liga de Macedonia del Norte |

Actualizado a los partidos jugados el 26 de mayo de 2019.
 Fuente: Soccerway
Notas:
1. ↑  Vardar se habría clasificado para la primera ronda de clasificación de la Europa League como subcampeón de la Primera División de Macedonia de 2018-19 , pero no pudo obtener una licencia de la UEFA.[2] Como resultado, el puesto fue entregado al quinto clasificado el Makedonija GP.
2. ↑  Tras ganar la Copa de Macedonia, el Akademija Pandev obtuvo una plaza para participar en la Liga Europa 2019-20.

### Resultados cruzados
| Local \ Visitante | AKA | BEL | MAK | POB | RAB | REN | SKE | SKU | SIL | VAR |
| ----------------- | --- | --- | --- | --- | --- | --- | --- | --- | --- | --- |
| Akademija Pandev  | —   | 3–0 | 2–1 | 2–1 | 1–0 | 0–2 | 0–0 | 1–0 | 3–0 | 0–0 |
| Belasica          | 0–2 | —   | 1–4 | 2–1 | 1–2 | 3–1 | 0–2 | 1–0 | 1–1 | 1–1 |
| Makedonija GP     | 1–0 | 0–0 | —   | 1–0 | 3–0 | 1–2 | 0–0 | 2–2 | 1–1 | 1–3 |
| Pobeda            | 2–4 | 1–0 | 0–2 | —   | 0–2 | 1–0 | 0–2 | 2–0 | 2–0 | 0–1 |
| Rabotnichki       | 1–0 | 1–1 | 5–1 | 3–1 | —   | 3–4 | 1–2 | 0–2 | 2–1 | 0–2 |
| Renova            | 1–1 | 0–2 | 1–1 | 2–1 | 0–2 | —   | 0–3 | 2–0 | 1–1 | 0–1 |
| Shkëndija         | 0–1 | 4–1 | 5–1 | 0–2 | 6–2 | 2–2 | —   | 3–0 | 5–0 | 2–2 |
| Shkupi            | 1–0 | 1–0 | 2–1 | 0–0 | 1–1 | 1–1 | 1–2 | —   | 2–0 | 1–0 |
| Sileks            | 1–0 | 1–0 | 1–1 | 0–0 | 2–0 | 1–0 | 1–2 | 1–1 | —   | 0–1 |
| Vardar            | 3–0 | 1–1 | 1–0 | 3–0 | 0–1 | 0–0 | 0–2 | 2–1 | 1–0 | —   |

| Local \ Visitante | AKA | BEL | MAK | POB | RAB | REN | SKE | SKU | SIL | VAR |
| ----------------- | --- | --- | --- | --- | --- | --- | --- | --- | --- | --- |
| Akademija Pandev  | —   | 0–2 | 3–0 | 4–0 | 3–1 | 2–1 | 0–1 | 0–2 | 2–0 | 1–1 |
| Belasica          | 0–1 | —   | 3–1 | 1–1 | 0–1 | 3–2 | 2–1 | 2–0 | 0–1 | 0–0 |
| Makedonija GP     | 1–1 | 2–1 | —   | 3–0 | 1–1 | 3–1 | 1–1 | 1–0 | 2–0 | 0–2 |
| Pobeda            | 1–3 | 1–1 | 1–3 | —   | 0–1 | 2–3 | 1–4 | 0–3 | 0–1 | 0–0 |
| Rabotnichki       | 1–2 | 1–1 | 2–0 | 1–2 | —   | 1–1 | 0–1 | 1–2 | 1–1 | 0–2 |
| Renova            | 2–2 | 3–2 | 0–0 | 9–1 | 1–2 | —   | 3–2 | 1–0 | 1–0 | 4–0 |
| Shkëndija         | 4–1 | 3–0 | 4–2 | 5–2 | 1–0 | 2–1 | —   | 5–1 | 0–0 | 1–0 |
| Shkupi            | 1–0 | 2–2 | 0–1 | 3–0 | 1–2 | 2–2 | 1–0 | —   | 2–1 | 2–2 |
| Sileks            | 3–0 | 2–1 | 1–1 | 1–0 | 1–0 | 0–0 | 0–3 | 2–2 | —   | 1–0 |
| Vardar            | 1–1 | 1–1 | 3–1 | 6–0 | 1–1 | 2–0 | 0–0 | 1–0 | 1–0 | —   |

## Promoción por la permanencia
Fue disputado a partido único entre el 8.ª Clasificado de la Tabla Acumulada y el ganador del partido entre el segundo clasificado del grupo este y el segundo clasificado del grupo oeste de la Segunda Liga de Macedonia 2018-19.
|  | Sileks | 3:2 | Tikvesh |  |  |

## Goleadores
| Pos. | Jugador            | Club             | Goles |
| ---- | ------------------ | ---------------- | ----- |
| 1    | Vlatko Stojanovski | Renova           | 18    |
| 2    | Ljupcho Doriev     | Akademija Pandev | 16    |
| 3    | Izair Emini        | Shkëndija        | 11    |
| 3    | Besart Ibraimi     | Shkëndija        | 11    |
| 3    | Hristijan Kirovski | Makedonija GP    | 11    |
| 3    | Petar Petkovski    | Rabotnichki      | 11    |
| 3    | Emran Ramadani     | Renova           | 11    |
| 8    | Pepi Gorgiev       | Belasica         | 9     |
| 8    | Dejan Tanturovski  | Makedonija GP    | 9     |
| 10   | Bobi Bozhinovski   | Makedonija GP    | 8     |